# Geschiedenis van de Nederlandse walvisvaart

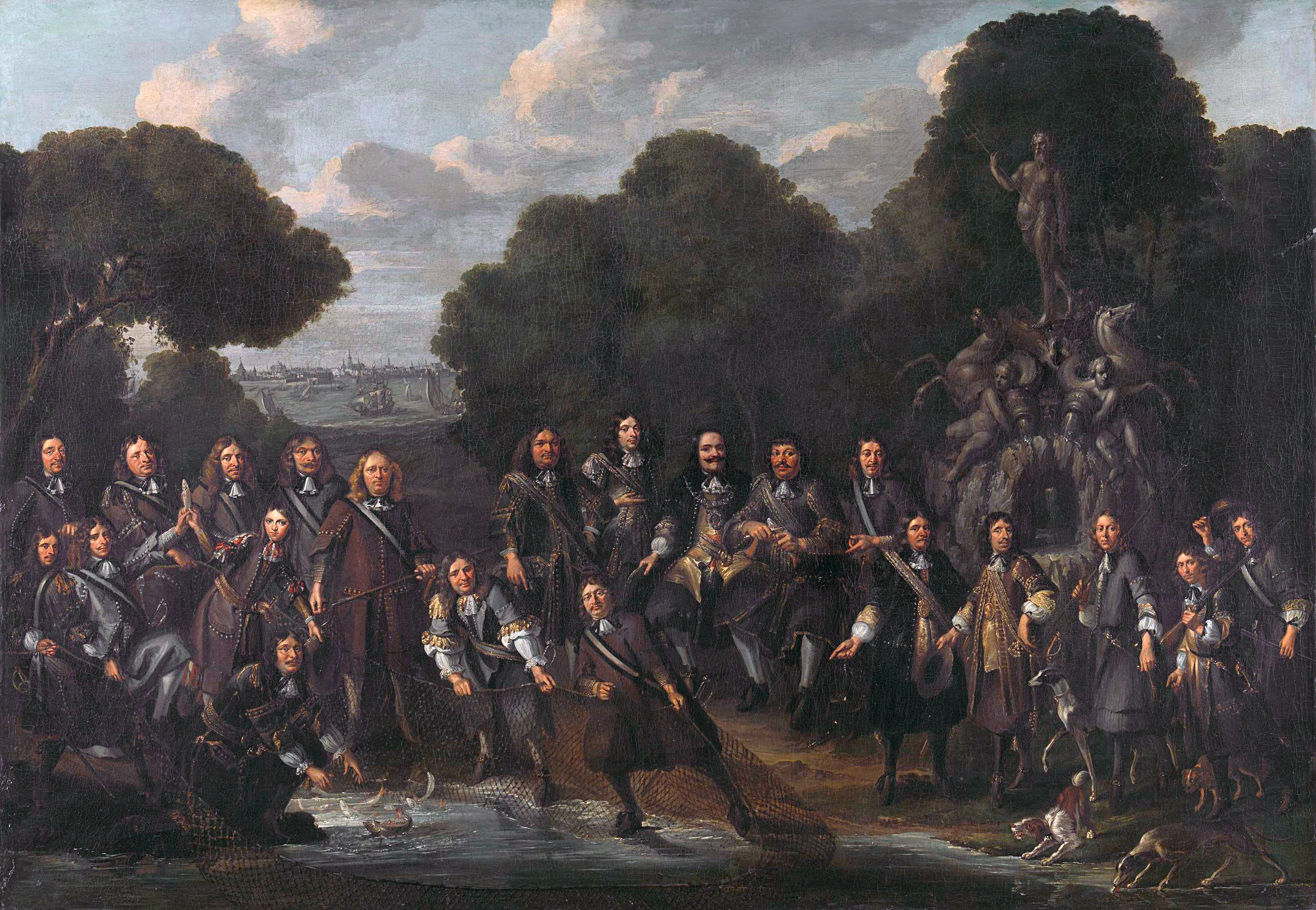
Allegorie op de bloei van de Nederlandse visserij na de Tweede Engelse Zeeoorlog (1665-67), Willem Eversdijck ~1667. Het grote belang dat gehecht werd aan de visserij blijkt wel uit dit schilderij met daarop de Nederlandse admiraals, waarvan enkele een net met vis binnenhalen. Onder andere Adriaen Banckert en Michiel de Ruyter zijn afgebeeld.

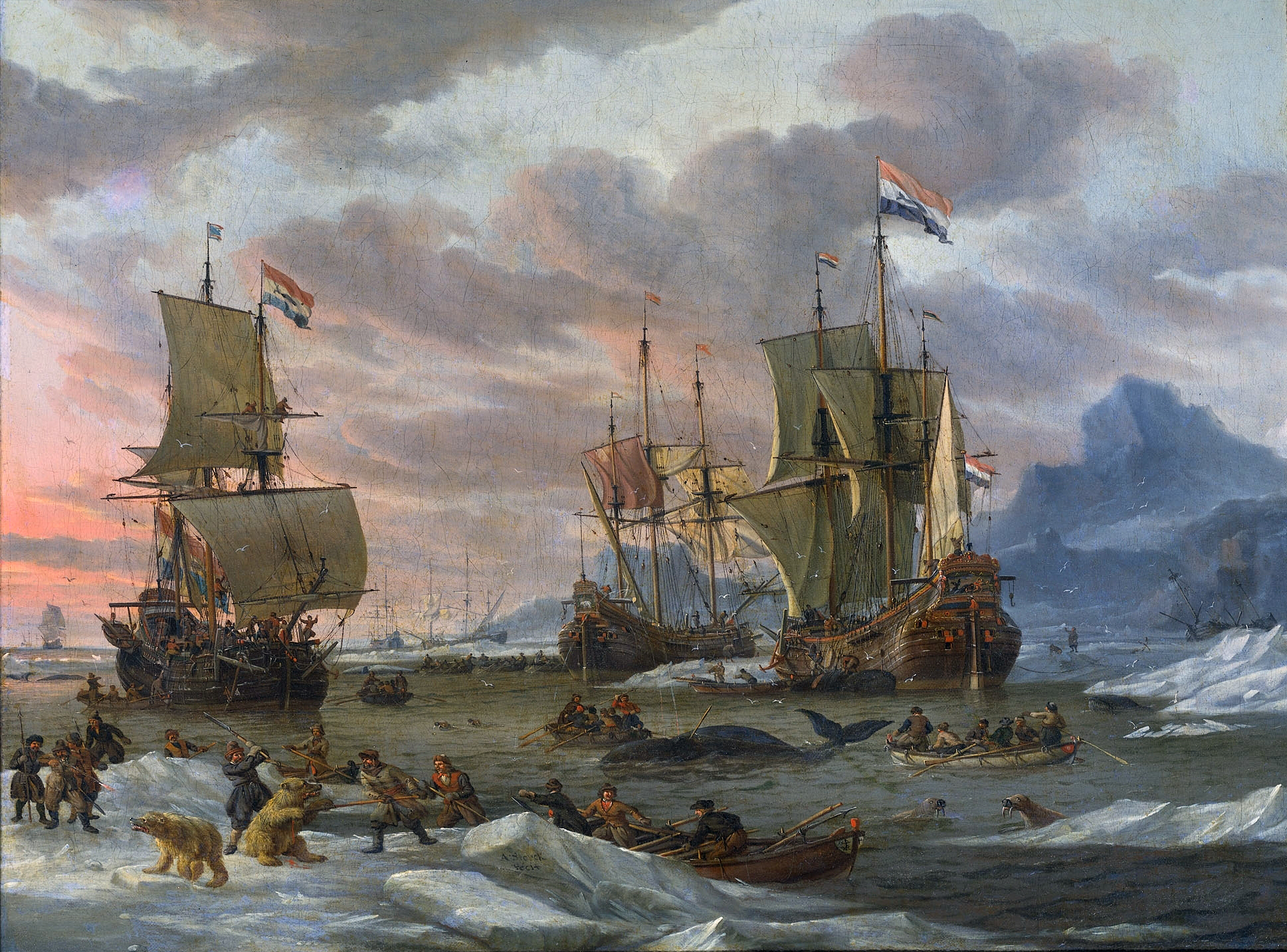
Walvisvangst door Abraham Storck

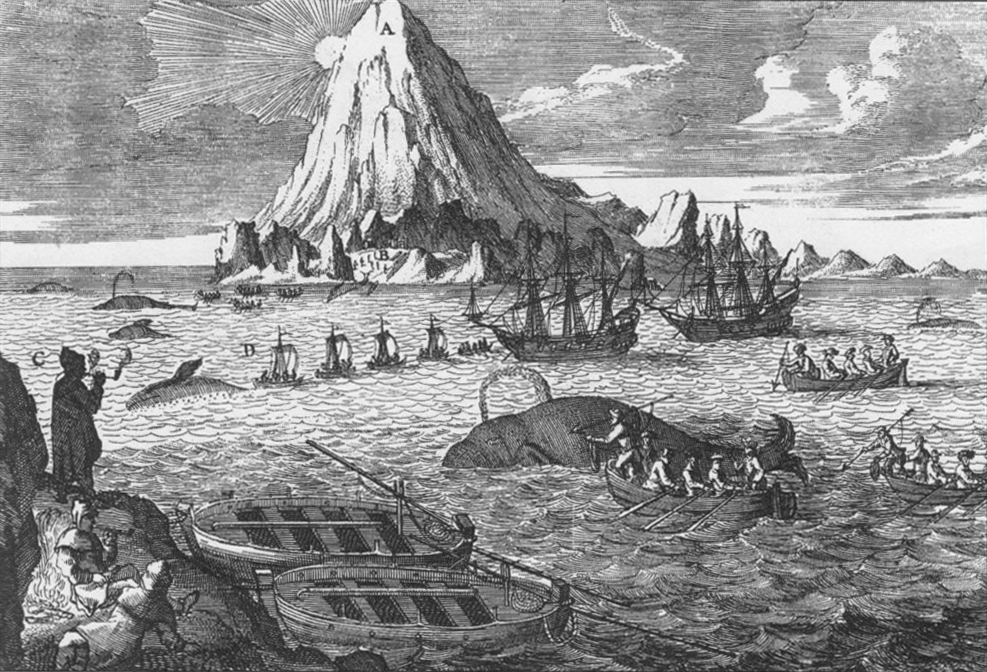
Gravure uit de 18e eeuw met Nederlandse walvisvaarders jagend op Groenlandse walvissen. Op de achtergrond is Beerenberg op Jan Mayen te zien.

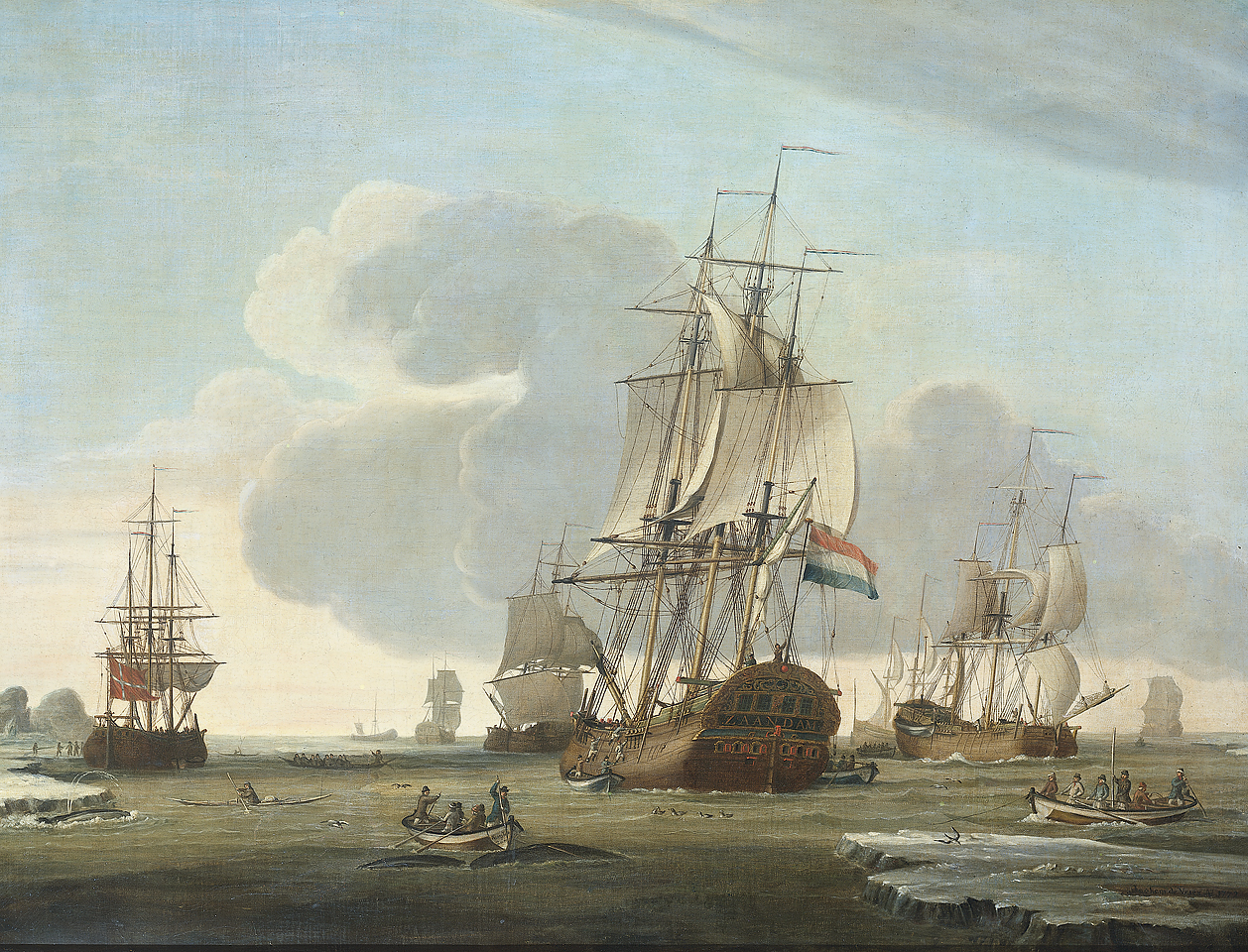
De Groenlandvaarder 'Zaandam' van rederij Claes Taan en Zn, Zaandam, op de walvisvangst, 1772, Jochem de Vries.

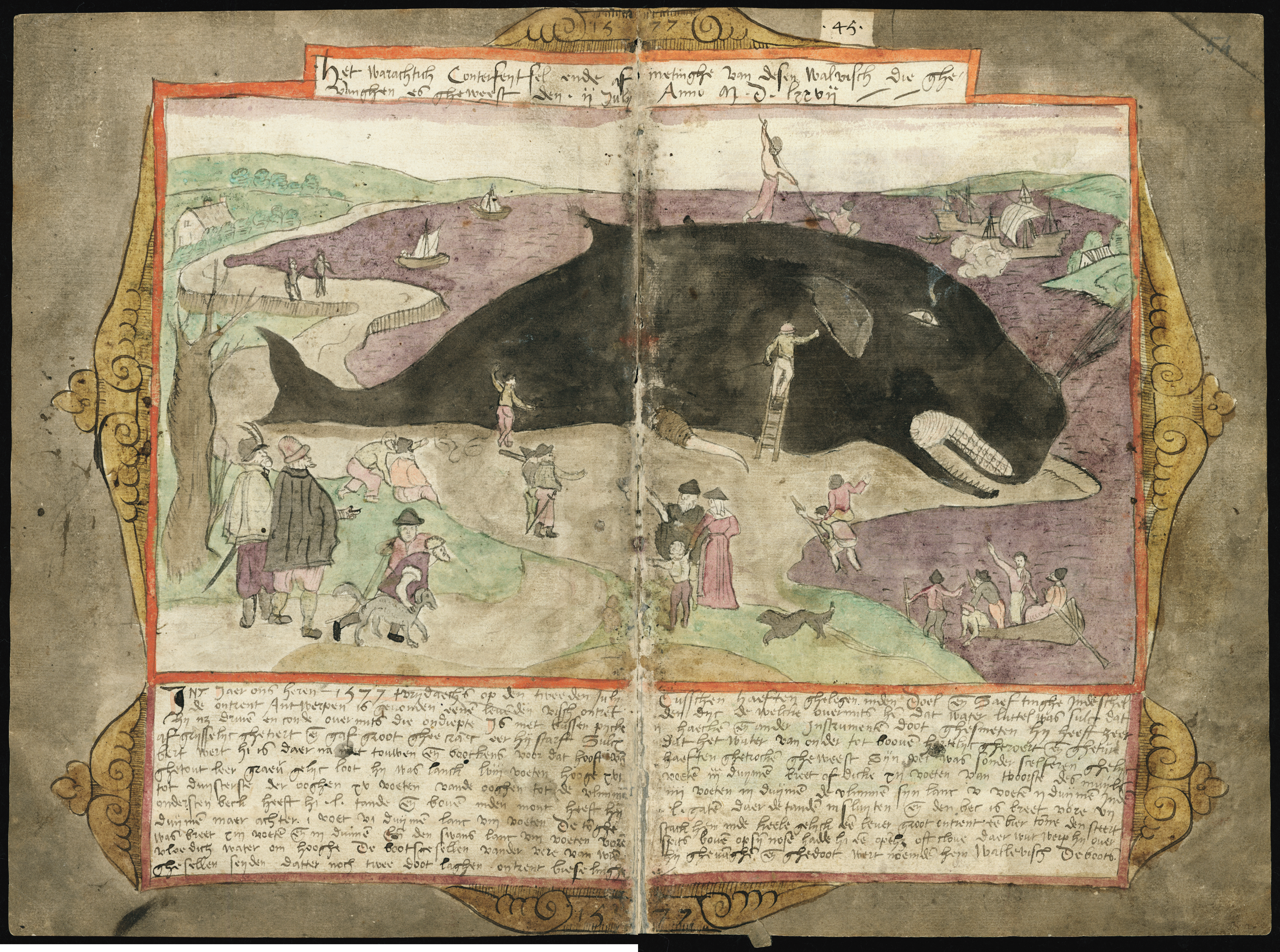
Walvis van Saaftinge uit het Visboeck van Adriaen Coenen.

De Geschiedenis van de Nederlandse walvisvaart toont aan hoe, voor wat betreft het eerdere Holland en het latere Nederland, het beoefenen van verschillende soorten van zeevisserij tot stand zijn gekomen en hoe ze verder zijn ontwikkeld. De vaderlandse walvisvaart wordt in verschillende historische bronnen aangeduid als de kleine visserij. Deze visserij of jacht op walvissen was er een van een, economisch bezien, gering belang. Ze was niet te vergelijken met de toenmalige - en omvangrijke - haringvisserij die niet voor niets werd aangeduid als de grote visserij.
Omstreeks 1600 zochten de Nederlanders naar een alternatieve, noordelijke route naar Azië. Die vonden ze niet, maar ze brachten wel het gebied ten noorden van Scandinavië in kaart en ze berichtten over de walvissen die ze er zagen.

## Zeventiende tot twintigste eeuw
Vanaf de 17e eeuw begon Nederland met de commerciële walvisvaart. Willem Cornelisz. van Muyden was in 1613 de eerste succesvolle walvisvaarder. Van 1614 tot 1642 had de Noordsche Compagnie het alleenrecht. Op het eiland Amsterdam bij Spitsbergen werd voor de walvisvaart de nederzetting Smeerenburg gevestigd, van waaruit 's zomers grote hoeveelheden Groenlandse walvissen tot traan werden verwerkt. Toen dit octrooi afliep, gingen ook anderen meedoen aan de jacht op de Groenlandse walvis. Dit leidde uiteindelijk tot de bijna-uitroeiing van de Noord-Atlantische populatie van deze soort. Al rond 1670 waren er bij Spitsbergen nog zo weinig walvissen, dat de schepen moesten uitwijken naar andere gebieden.
Dit bleek uiteindelijk commercieel geen succes. Nederland hield de walvisvaart voor gezien in 1873. De Rijp was actief in de walvisvaart van 1645 tot 1798. Teruglopende opbrengsten uit de haringvisserij aan het eind van de 17de eeuw stimuleerden de overgang naar de walvisvaart. De aanvankelijke bijdrage vanuit De Rijp was relatief hoog: enkele tientallen walvisvaarders. Dit was meer dan 10% van het Nederlandse totaal. Dit aantal liep geleidelijk terug. Aan het eind van de 18de eeuw werden er vanuit De Rijp nog maar zelden meer dan vijf schepen uitgerust. De Noord-Hollandse plaatsen van waaruit in de 18de eeuw walvisvaarders werden uitgereed, waren in volgorde van belang: Amsterdam, de Zaanstreek, De Rijp, het overige Noorderkwartier. Bekende Rijper walvisreders waren Boon, Vroon en Bek.
Voor de walvisvaart werden fluitschepen gebruikt, later vooral bootschepen. Deze schepen werden 's winters opgelegd bij Zaandam en in het voorjaar op de Voorzaan voor de reis uitgerust. Bij het ondieper worden van het IJ verplaatsten deze activiteiten zich naar het IJ bij Amsterdam. Bij de plaatsen van herkomst van de bemanning vallen vooral Texel, Ameland, Terschelling, Den Helder en Huisduinen op. Commandeurs kwamen echter ook wel uit de eigen omgeving: Zuidschermer en De Rijp. Ook Harlingen was een belangrijke haven voor de walvisvaart. Zo vertrok er in 1652 een visserij-expeditie van dertig schepen naar de noordelijke wateren. Het gebouw De Groenlandsvaarder (aan de Harlinger Voorstraat) herinnert nog aan die tijd. Hier was de "Groenlandsch- en Straat Daevids-visscherij" gevestigd. In 1864 werd deze sociëteit opgeheven omdat de walvisvaart niet langer loonde.

## Twintigste eeuw
Het Nederlandse aandeel in de walvisvaart liep in de loop van de 20e eeuw terug naar vrijwel nihil. Daardoor miste Nederland de ontwikkeling naar de zogenaamde pelagische walvisvaart, waarbij de jacht op en vangst en verwerking van walvissen op volle zee wordt uitgevoerd door een vloot van schepen, bestaande uit een walvisfabrieksschip en diverse vangschepen. Deze ontwikkeling betekende tevens een verschuiving van het jachtgebied van de arctische wateren rond de Noordpool (de Noordelijke IJszee) naar de antarctische wateren rond de Zuidpool (de Zuidelijke Oceaan). Andere landen zoals Noorwegen en het Verenigd Koninkrijk namen wel volop aan deze ontwikkeling deel.
In 1925 werd de "slipway" ingevoerd, waarmee gedode walvissen op een snelle manier op het dek van het walvisfabrieksschip gesleept konden worden. De fabrieksschepen namen steeds meer in grootte toe, en in het seizoen 1938/39 waren er al 34 in gebruik, met een gemiddeld tonnage van 14.000 ton. Nederland speelde hierin echter geen rol. Pas na de Tweede Wereldoorlog werd de Nederlandsche Maatschappij voor de Walvischvaart (NMW) opgericht, die zich met een aangekocht walvisfabrieksschip en enkele vangschepen op de pelagische walvisvaart richtte. De oprichting van de NMW werd vooral ingegeven door de naoorlogse schaarste aan oliën en vetten en de onmogelijkheid om deze met de schaarse buitenlandse betaalmiddelen elders in te kopen.
Tussen 1946 en 1964 heeft de NMW met de walvisfabrieksschepen Willem Barendsz (I) en Willem Barendsz (II) en een vloot vangschepen achttien expedities in de wateren rond Antarctica uitgevoerd. Toch kwam er een kink in de kabel. Het aantal walvissen was niet oneindig. Daarom richtten de landen die meededen aan de walvisvaart, in 1946 de Internationale Walvisvaartcommissie (IWC) op. Hierin spraken ze af hoeveel walvissen er gevangen mochten worden. Juist toen de Nederland met een nieuw schip meer walvissen wilde gaan verwerken, besloot de IWC dat Nederland de walvisvangst moest beperken. Nederland stapte boos uit de commissie. Maar dat hielp niets. De vangsten liepen langzaam terug en de hoge kosten konden niet worden terugverdiend. In 1964 werd de nieuwe walvisvaarder aan Japan verkocht. Dat betekende het einde van de Nederlandse walvisvaart.

## Producten
De belangrijkste producten van de walvisvaart waren walvistraan en balein. In de omgeving van De Rijp waren nogal wat traankokerijen. Het verwerken van het stinkende spek (tot traan) en van het slachtafval (tot lijm) gaf flink wat stankoverlast. Wij woonen in een land druipende van walvisch traan... schreven Betje Wolff en Aagje Deken omstreeks 1780 over hun toenmalige woonplaats De Rijp. Walvisolie ('traan') werd gebruikt als lampolie en bestanddeel van (stop)verf. Het werd verwerkt tot zeep en gebruikt bij het verwerken van huiden om het leer soepel te houden. In de touwslagerij en textielnijverheid werd traan benut om de vezels bij het spinnen hanteerbaarder te maken. Walvisbotten leverden fijne smeerolie op ('knekelolie') voor machines.
De resterende ribben en kaakbenen werden gebruikt als hekken, grafzerken en wrijfpalen voor het vee, wervels als hakblokken, en schouderbladen soms als uithangbord. Op het Schermereiland gebruikte men al die botten vaak om het land op te hogen en oevers te verstevigen. Aan veel raadhuizen, dat van De Rijp niet uitgezonderd, hing een enorm kaakbeen. Balein werd vooral verwerkt tot luxe gebruiksvoorwerpen. Als balein in water was verhit, kon het in allerlei vormen worden geperst. Bekend zijn dozen, snuifdozen, mesheften, maatstokken, paraplu's, waaiers, rijzwepen, schilderijlijsten, portretmedaillons, gratentrekkers en medische instrumenten. Balein werd ook gebruikt ter versteviging van korsetten en hoepelrokken.